# Độ dẻo

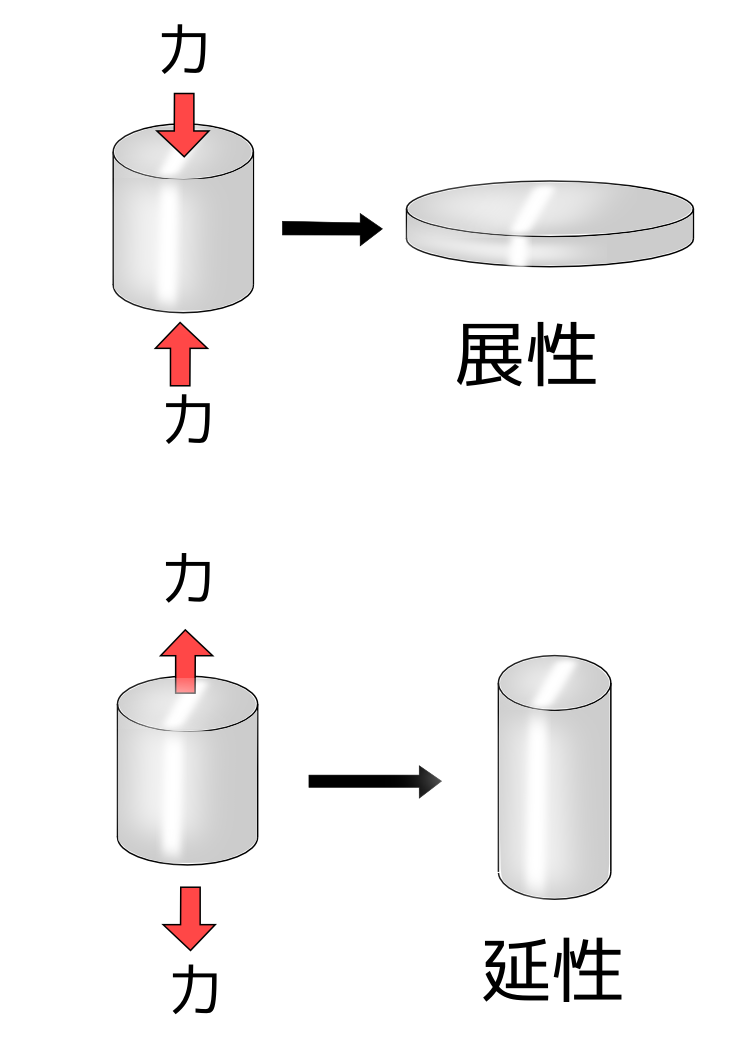
Độ dẻo

Độ dẻo (tiếng Anh: ductility) là một đặc tính vật liệu khi chịu tác động của các lực làm biến dạng vật thể chất rắn mà không làm phá hủy khối chất rắn đó. Đối nghịch với độ dẻo là độ giòn.

## Mô tả
Độ dẻo là giá trị thể hiện mức độ biến dạng dưới ứng suất trượt. Những vật liệu như vàng, bạc, nhôm... là những vật liệu có độ dẻo cao. Dưới tác động của lực gây biến dạng, vật liệu có độ dẻo cao có thể tự thay đổi hình thù với mức độ lớn mà không thể phá hủy. Người ta có thể dát (rèn) một miếng vàng mỏng đến 0,01 mm.